# Митропа куп 1967.
Митропа куп 1967. је било 26. издање клупског фудбалског такмичења Митропа купа.
Такмичење је трајало од 9. новембра 1966. до 1. новембра 1967. године.  Спартак Трнава је у финалном двомечу био успешнији од Ујпешта и освојио први трофеј Митропа купа. 

## Резултати

### Осминафинале
| Меч | Клуб          | Држава       | укупан рез. | Држава       | Клуб              | 1. утак. | 2. утак. |
| --- | ------------- | ------------ | ----------- | ------------ | ----------------- | -------- | -------- |
| 1   | Каљари        | Италија      | 3:4         | СФРЈ         | Сарајево          | 2:1      | 1:3      |
| 2   | Хонвед        | Мађарска     | 1:5         | Чехословачка | Спартак Трнава    | 1:1      | 0:4      |
| 3   | Лацио         | Италија      | 4:2         | СФРЈ         | Црвена звезда     | 3:0      | 1:2      |
| 4   | Славија Праг  | Чехословачка | 1:4         | Аустрија     | Аустрија Беч      | 1:2      | 0:2      |
| 5   | Први Бечки ФК | Аустрија     | 3:4         | Италија      | Фјорентина        | 4:3      | 1:3      |
| 6   | Ујпешт        | Мађарска     | 6:2         | Чехословачка | Слован Братислава | 5:1      | 1:1      |
| 7   | Динамо Загреб | СФРЈ         | 1:0         | Италија      | Милан             | 1:0      | 0:0      |
| 8   | Татабања      | Мађарска     | 3:1         | Аустрија     | Вакер Инзбрук     | 1:0      | 2:1      |

### Четвртфинале
| Меч | Клуб          | Држава   | укупан рез. | Држава       | Клуб           | 1. утак. | 2. утак. |
| --- | ------------- | -------- | ----------- | ------------ | -------------- | -------- | -------- |
| 1   | Динамо Загреб | СФРЈ     | 3:4         | Аустрија     | Аустрија Беч   | 3:3      | 0:1      |
| 2   | Татабања      | Мађарска | 1:2         | Италија      | Фјорентина     | 1:1      | 0:1      |
| 3   | Сарајево      | СФРЈ     | 2:7         | Мађарска     | Ујпешт         | 1:2      | 1:5      |
| 4   | Лацио         | Италија  | 1:2         | Чехословачка | Спартак Трнава | 1:1      | 0:1      |

### Полуфинале
| Меч | Клуб           | Држава       | укупан рез. | Држава   | Клуб         | 1. утак. | 2. утак. |
| --- | -------------- | ------------ | ----------- | -------- | ------------ | -------- | -------- |
| 1   | Спартак Трнава | Чехословачка | 3:2         | Италија  | Фјорентина   | 2:0      | 1:2      |
| 2   | Ујпешт         | Мађарска     | 5:1         | Аустрија | Аустрија Беч | 3:0      | 2:1      |

### Финале
| Меч | Клуб   | Држава   | укупан рез. | Држава       | Клуб           | 1. утак. | 2. утак. |
| --- | ------ | -------- | ----------- | ------------ | -------------- | -------- | -------- |
| 1   | Ујпешт | Мађарска | 4:5         | Чехословачка | Спартак Трнава | 3:2      | 1:3      |

| Освајач Митропа купа 1967. |
| -------------------------- |
| Спартак Трнава 1. Титула   |